# 안데르마트

안데르마트(독일어: Andermatt, 로만슈어: Ursera (도움말·정보))는 스위스 우리주에 위치한 도시로, 면적은 62.2km2, 높이는 1,447m, 인구는 1,304명(2010년 기준), 인구 밀도는 21명/km2이다. 레알프(Realp), 호스펜탈(Hospental)과 함께 우르제렌 계곡(Urseren)과 접하며 알트도르프에서 남쪽으로 22km 정도 떨어진 곳에 위치한다.
기원전 4000년부터 사람이 살았던 것으로 추정되며, 신석기 시대에 우르제렌 계곡에 마을이 형성되었다. 로마 시대에는 한때 켈트족의 일족인 헬베티족이 알프스 산맥 계곡에 살기도 했지만, 알라만족이 정착하면서 도시가 형성되었다. 1203년 문헌에 처음 등장했고, 1885년 스위스 연방군 지지가 주둔했다.

## 역사
기원전 4000년으로 거슬러 올라가는 고고학적 발견은 우르제렌이 신석기 시대에 이미 거주했음을 나타낸다. 로마 시대에 이 알파인 계곡에는 헬베티아 켈트족이 거주했을 것이다. 그러나 안데르마트의 기원은 현재 안데르마트 마을이 위치한 지역에 정착촌을 세운 알레만족인 발저족으로 거슬러 올라갈 수 있다.
안데르마트 교구는 1203년까지 언급되지 않았다. 그것은 베네딕토회 디젠티스 수도원에 의해 유치되었다. 이 첫 번째 언급은 그것을 de Prato라고 했다. 1290년에는 A der Matte로 언급되었다. 1649년, 독립적인 스위스 연방의 출현과 함께 디젠티스 수도원의 교회 권리는 민법에 찬성하여 철회되었다.
백작들의 도피에서 아일랜드 백작은 1608년 성 패트릭의 날 계곡을 가로지르는 악마의 다리에서 금전적 재산을 잃었다. 이것은 결코 회수되지 못했으며, 고트하르트 고개의 잃어버린 보물로 알려져 있다.
인근 쇨레넨 협곡은 러시아 장군 알렉산더 수포로프의 1799년 전역을 기념하는 기념비가 있다.
1818년~1831년 사이에 근처의 고트하르트 고개는 역마차가 접근할 수 있게 되었다. 통과 전 최후의 수단으로 안데르마트는 경제적으로 번창했고, 인기 있는 온천 마을이 되었다.
1881년에 개통된 고트하르트 철도 터널은 터널이 마을 바로 아래를 달리면서 운명을 역전 시켰다. 터널에서 일하던 몇몇 안데르마트 사람들은 건설 중에 사망했다. 게다가 터널 노동자들의 파업은 군대에 의해 진압되어 노동자 4명이 추가로 사망했다.
1885년부터 안데르마트는 스위스 연방군의 수비대 도시였다. 여기에 전쟁 시 스위스 연방군 최고 사령부 기반 시설이 건설되었다. 오늘날 스위스 군대의 훈련 센터가 있는 곳이다.
안데르마트 계곡에 일련의 저수지를 건설하려는 계획인 우르제렌은 1946년 지역 주민들의 거센 저항에 부딪혀 4년 후 포기되었다.  거대한 저수지가 그 다음 계곡인 괴슈네르탈(Göschenertal)에 대신 지어졌다.
특히 1951년과 1975년 겨울에 몇 차례의 눈사태가 안데르마트의 일부 주거 지역에 대혼란을 일으켜 피해를 입은 집의 주민들이 사망했다.
1930년대에 이르러 이 도시의 관광 수입은 심각하게 줄어들었고 우르젠탈의 많은 호텔은 버려지거나 용도가 변경되었다. 인근 호스펜탈(Hospental)의 귀족 뮐러 가문이 지은 그랜드 호텔 벨뷰(그는 한때 호텔 푸르카블릭(Hotel Furkablick) 및 호텔 푸르카 파쇼헤(Hotel Furka passhöhe)를 비롯한 인근의 다른 많은 호텔과 플뤼엘렌(Flüelen), 알프나흐슈타트(Alpnachstad), 헤리자우(Herisau) 및 뇌샤텔(Neuchâtel)에 있는 호텔을 소유했다. 1970년대에 아파트로 개조되었지만, 1990년까지 버려지고 폭발물로 철거되었다. 21세기로 접어들면서 생모리츠와 그슈타트의 그라우뷘덴주에 있는 값비싼 스키 리조트의 대안으로, 안데르마트의 재산은 다시 부활했고, 도시는 상당한 확장을 보았고 현재 많은 투기 건물을 겪고 있다.

## 지리
안데르마트는 우르제렌 계곡에 있으며 로이스강의 상류에 있으며 레폰틴 알프스로 둘러싸여 있다. 안데르마트 바로 북쪽에서 로이스는 가파르게 내려가는 쇨레넨 협곡(또는 쇨레넨)를 통해 괴쉐넨까지 흐른다. 그런 다음 알트도르프 근처에서 루체른 호수의 일부인 우르너제로 흐른다. 다른 세 방향에서 계곡은 세 개의 알파인 고개로 연결되어 있다. 동쪽의 오버알프 고개(2,044m), 남쪽의 고트하르트 고개(2,106m), 서쪽으로 푸르카 고개(2,436m)가 있다.
안데르마트의 면적은 2006년 기준으로 62.2k㎡이다. 이 면적 중 40.8%는 농업용으로 사용되고, 5.5%는 산림이다. 나머지 토지 중 1.7%는 정착지(건물 또는 도로)이고, 나머지(52%)는 불모지(강, 빙하 또는 산)이다. 1993/97년 토지 조사에서, 전체 토지 면적의 0.4%는 삼림이 무성했고, 5.1%는 작은 나무와 관목으로 덮여 있다. 농경지 중 4.3%는 과수원이나 덩굴 작물에 사용되며, 36.5%는 고산 목초지에 사용된다. 정착지 중 0.5%는 건물로 덮여 있고, 1.1%는 교통 인프라이다. 비생산적인 지역 중 0.5%는 비생산적인 고인 물(연못 또는 호수), 1.0%는 비생산적인 흐르는 물(강), 30.9%는 초목이 자라기에 너무 바위가 많고, 19.7%는 기타 불모지이다.

## 기후
1961년과 1990년 사이 안데르마트는 연간 평균 강우량이 147.3일이었고, 평균 강수량은 1,422mm였다. 가장 습한 달은 4월로 평균 강수량이 135mm이고, 평균 강수량이 14일이다. 강수량이 가장 많은 달은 5월로 평균 14.1일이었지만, 강수량은 128mm에 불과했다. 일년 중 가장 건조한 달은 2월로 14일 동안 평균 강수량이 106mm였다. 쾨펜의 기후 구분 시스템에 따르면 안데르마트는 기후 지도에서 "Cfb"로 약칭되는 서안 해양성 기후를 가지고 있다.
| 안데르마트 (1981-2010)의 기후 | 안데르마트 (1981-2010)의 기후 | 안데르마트 (1981-2010)의 기후 | 안데르마트 (1981-2010)의 기후 | 안데르마트 (1981-2010)의 기후 | 안데르마트 (1981-2010)의 기후 | 안데르마트 (1981-2010)의 기후 | 안데르마트 (1981-2010)의 기후 | 안데르마트 (1981-2010)의 기후 | 안데르마트 (1981-2010)의 기후 | 안데르마트 (1981-2010)의 기후 | 안데르마트 (1981-2010)의 기후 | 안데르마트 (1981-2010)의 기후 | 안데르마트 (1981-2010)의 기후 |
| 월                            | 1월                           | 2월                           | 3월                           | 4월                           | 5월                           | 6월                           | 7월                           | 8월                           | 9월                           | 10월                          | 11월                          | 12월                          | 연간                          |
| ----------------------------- | ----------------------------- | ----------------------------- | ----------------------------- | ----------------------------- | ----------------------------- | ----------------------------- | ----------------------------- | ----------------------------- | ----------------------------- | ----------------------------- | ----------------------------- | ----------------------------- | ----------------------------- |
| 일일 평균 기온 °C (°F)        | −4.7 (23.5)                   | −4.0 (24.8)                   | −0.4 (31.3)                   | 3.2 (37.8)                    | 7.9 (46.2)                    | 10.9 (51.6)                   | 13.1 (55.6)                   | 12.8 (55.0)                   | 9.5 (49.1)                    | 6.0 (42.8)                    | 0.0 (32.0)                    | −3.5 (25.7)                   | 4.2 (39.6)                    |
| 일평균 최저 기온 °C (°F)      | −8.1 (17.4)                   | −7.9 (17.8)                   | −4.2 (24.4)                   | −0.5 (31.1)                   | 3.8 (38.8)                    | 6.5 (43.7)                    | 8.8 (47.8)                    | 8.5 (47.3)                    | 5.5 (41.9)                    | 2.3 (36.1)                    | −3.0 (26.6)                   | −6.6 (20.1)                   | 0.4 (32.7)                    |
| 평균 강수량 mm (인치)         | 121 (4.8)                     | 115 (4.5)                     | 122 (4.8)                     | 125 (4.9)                     | 146 (5.7)                     | 132 (5.2)                     | 126 (5.0)                     | 132 (5.2)                     | 148 (5.8)                     | 124 (4.9)                     | 144 (5.7)                     | 116 (4.6)                     | 1,552 (61.1)                  |
| 평균 강설량 cm (인치)         | 114.8 (45.2)                  | 113.9 (44.8)                  | 94.7 (37.3)                   | 71.2 (28.0)                   | 24.6 (9.7)                    | 2.2 (0.9)                     | 0.1 (0.0)                     | 0 (0)                         | 2.1 (0.8)                     | 22 (8.7)                      | 85.9 (33.8)                   | 102.5 (40.4)                  | 634 (250)                     |
| 평균 강수일수 (≥ 1.0 mm)      | 11.9                          | 11.0                          | 13.4                          | 13.1                          | 13.7                          | 13.4                          | 12.6                          | 12.4                          | 10.6                          | 10.5                          | 11.8                          | 12.2                          | 146.6                         |
| 평균 강설일수 (≥ 1.0 cm)      | 11.8                          | 11.3                          | 11.1                          | 7.7                           | 2.5                           | 0.3                           | 0                             | 0                             | 0.4                           | 2.6                           | 8.4                           | 12.2                          | 68.3                          |
| 평균 상대 습도 (%)            | 76                            | 75                            | 75                            | 74                            | 73                            | 75                            | 75                            | 76                            | 77                            | 74                            | 77                            | 77                            | 75                            |
| 출처: MeteoSwiss              |                               |                               |                               |                               |                               |                               |                               |                               |                               |                               |                               |                               |                               |

## 인구통계
안데르마트의 인구(2020년 12월 31일 기준)는 1,527명이다. 2007년 현재 전체 인구의 10.0%가 외국인이다. 지난 10년 동안 인구는 -8.8%의 비율로 감소했다. 대부분의 인구(2000년 기준)는 독일어(95.2%)를 사용하며, 포르투갈어가 두 번째로 많이 사용(1.0%)되고, 이탈리아어가 세 번째(0.9%)로 사용된다. 2007년 기준으로 인구의 성별 분포는 남성 50.8%, 여성 49.2%였다.
안데르마트에서는 인구의 약 75.2%(25-64세)가 필수가 아닌 고등 교육 또는 추가 고등 교육(대학 또는 응용학문대학)을 완료했다.
안데르마트의 실업률은 0.9%이다. 2005년 기준으로 1차 경제 부문에 51명이 고용되어 있고 이 부문에 약 22개 기업이 참여하고 있다. 90명이 2차 부문에 고용되어 있고 이 부문에 13개의 기업이 있다. 599명이 3차 부문에 고용되어 있으며 이 부문에는 78개의 기업이 있다.
| 년도 | 인구  |
| ---- | ----- |
| 1799 | 605   |
| 1850 | 677   |
| 1900 | 818   |
| 1950 | 1,231 |
| 1970 | 1,589 |
| 2000 | 1,282 |
| 2008 | 1,242 |
| 2010 | 1,304 |
| 2014 | 1,408 |

## 스키
안데르마트에는 겨울에 두 개의 주요 스키장이 있다. 내첸은 안데르마트의 북동쪽에 위치한 산이다. 겜스슈탁은 안데르마트의 남쪽에 위치한 산이다. 두 지역 모두 마을에서 올라오는 스키 리프트로 접근할 수 있으며 3월 중순경까지 열리는 계곡 코스가 있다. 또한 내첸은 철도로 접근할 수 있다. 스키 지역을 정밀 검사하고 내첸과 오버알프의 이웃 슬로프를 연결할 계획이 있다. 이 슬로프는 현재 기차로만 접근할 수 있지만, 전체 스키 지역의 일부이다.
안데르마트의 산은 비포장 도로, 깊은 눈 특성으로 유명하다.

## 교통
안데르마트는 스위스 남부와 북부뿐만 아니라 스위스 동부(예: 그라우뷘덴주)와 서부 스위스(예: 발레주, 베른 및 스위스 로만데) 사이의 교차로 역할을 한다. 마을은 3개의 고산 고개로 연결되어 있다. 동쪽의 오버알프 고개(2,044m)는 그라우뷘덴주의 주르젤바를 연결하고, 고트하르트 고개(2,106m)는 남쪽으로 연결된다. 티치노주의 발레 레벤티나와 푸르카 고개(2,436m.) 서쪽으로 발레주의 오버곰스와 연결된다. 북쪽으로 급강하하는 쇨레넨 협곡은 안데르마트와 괴세넨을 연결하며 유명한 악마의 다리가 있는 곳이다.
1200년경에 쇨레넨 루트가 개통된 이후 안데르마트는 고트하르트 루트에 있었다.
이 마을에는 마터호른 고트하르트 철도(MGB)가 소유 및 운영하는 기차역이 있다. 안데르마트역은 브리크와 피스프(발레주) 및 디젠티스/무쉬테(그리종)에 있는 래티셰 철도의 서쪽 종점과 연결되어 있다. 또한 매우 짧은 지선인 쇨레넨 철도(현재 MGB의 일부)가 안데르마트와 괴세넨 사이에서 고트하르트 철도 선로와 연결되는 고트하르트 철도 터널의 북쪽 끝에 있다.